# جونلوك
غونلوك (بالتركية: Günlük)‏ كانت صحيفة تركية معروفة بكتاباتها حول القضايا الكردية. تم نشرها من عام 2009 إلى عام 2011.
تم إغلاقها لمدة شهرين في عام 2009 بموجب أمر من المحكمة بسبب مواد تعتبر "دعاية إرهابية" بموجب قانون الصحافة التركي.